# Lijst van intacte historische stadskernen in Duitsland
In Duitsland zijn door de vele geallieerde bombardementen tijdens de Tweede Wereldoorlog nog maar zeer weinig min of meer intacte historische stadskernen te vinden. Met name in 1944 en 1945 vielen vele steden met hun kwetsbare, meer of minder houten bouwwerken ten prooi aan de vlammen. Dat geldt niet alleen voor grotere steden als Berlijn, Dresden en Keulen, maar ook voor kleinere steden met een beperkte strategische waarde, zoals Vreden. De acties waren dan ook een voorbeeld van moral bombing. Er werd zelfs op historische stadskernen gemikt, omdat die met hun brandbaarheid makkelijk als vuurhaard voor een groter stadsgebied konden dienen.
Intacte middeleeuwse stadskernen van enige omvang zijn:
- Bamberg (de grootste bewaard gebleven binnenstad van Duitsland) *
- Celle
- Detmold
- Görlitz
- Goslar *
- Heidelberg
- Lemgo
- Nördlingen
- Passau
- Regensburg *
- Quedlinburg *
- Speyer
- Stralsund *
- Weimar *
- Wismar *

Een aanzienlijk deel hiervan (gemerkt met een *) heeft inmiddels de status van Werelderfgoed gekregen. Daarnaast zijn er steden, zoals Flensburg, Coburg, Oldenburg, Göttingen, Marburg, Regensburg * en Schwerin, die maar in beperkte mate (voor enkele procenten) getroffen zijn en steden die voor (veel) minder dan de helft verwoest zijn, zoals Lübeck * en Rothenburg ob der Tauber. Ook Moers, opmerkelijk dicht bij het Ruhrgebied, heeft een niet-gering deel van zijn historische bebouwing behouden.
Het feit dat een stad gebombardeerd is betekent dus niet automatisch dat vrijwel alle (meer dan 90%) van de vooroorlogse gebouwen in het stadshart verdwenen zijn, in tegenstelling tot bijvoorbeeld tot München, Wesel, Keulen, Emmerik, Gdansk en Kaliningrad. Deze steden zijn wel zwaar verwoest. Een paar van de steden is gedeeltelijk gereconstrueerd, zoals München en Gdansk.